# Богуміл Грабал
Бо́гуміл Гра́бал (чеськ. Bohumil Hrabal, 28 березня 1914, Брно — 3 лютого 1997) — чеський письменник-прозаїк, поет, номінант Нобелівської премії 1994 року і лауреат «Оскара» за сценарій до фільму 1967 року «Поїзди під пильним спостереженням». Він також здобув чимало міжнародних літературних премій і нагород в Чехії, зокрема медаль «За заслуги» у 1996 році.

## Біографія
Богуміл Грабал народився 28 березня 1914 року. У 1919 році, разом з батьками, переїхав до міста Німбурк, де його вітчим працював директором на пивоварному заводі. У 1935 р. він вступив на юридичний факультет Карлового університету, під час війни працював телеграфістом і черговим на залізничній станції, після війни став страховим агентом і комівояжером, що, як і решта його професій, знайшли відображення у творчості. З 1952 до 1959 року Грабал працював пакувальником макулатури, а пізніше перейшов у театр робітником сцени.
Якщо не брати до уваги ранніх поетичних спроб, перші великі твори письменник створив на четвертому десятку життя, а опубліковані вони були тільки в шістдесяті роки. Деякі його книги, зокрема, «Я обслуговував англійського короля», не були відразу опубліковані з політичних міркувань. У 60-х роках Грабал був найпопулярнішим письменником Чехословаччини. У 1965 році він написав «Потяги особливого призначення», де грубуватий гумор став засобом показу опору фашистам.
Помер 3 лютого 1997 року в лікарні, намагаючись погодувати голубів з вікна і випавши з п'ятого поверху. Вважають, що Грабал міг вчинити самогубство, оскільки подібне падіння описано в деяких його творах. Урна з його прахом похована на сільському цвинтарі в сімейному склепі під Прагою.

## Бібліографія

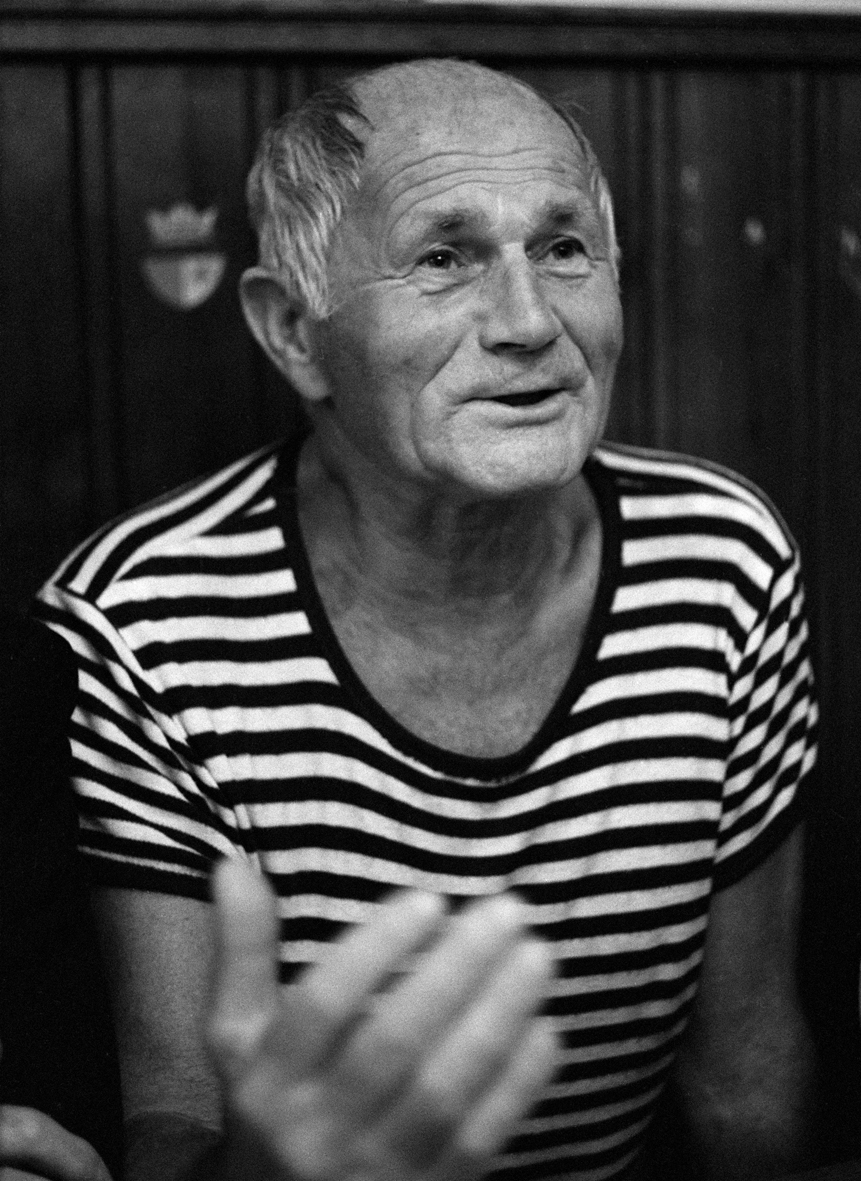
Богуміл Грабал, 1985 рік. Фото Гана Гамплова

## Переклади українською
- Богуміл Грабал. Я обслуговував англійського короля / Переклад з чеської: Юрій Винничук. — Київ: А-ба-ба-га-ла-ма-га. 2013. 240 стор. ISBN 978-966-7047-87-0
- Богуміл Грабал. «Вар'яти» (Вибрана проза) / Переклад з чеської: Юрій Винничук. — Львів, ВНТЛ-Класика, 2003. 184 стор. ISBN 966-7493-48-2 (Класика)
- Богуміл Грабал. Занадто гучна самотність. Роман / Переклад із чеської Ірина Забіянка. — Київ, Видавничий дім «Комора», 2020. — 144 с.